# 明日はもっと、いい日になる
『明日はもっと、いい日になる』（あしたはもっと いいひになる）は、2025年7月7日からフジテレビ系「月9」枠にて放送中のテレビドラマ。主演は本作が「月9」ドラマ初出演にして初主演となる福原遥。

## 概要
女性警察官が神奈川県浜瀬市にある児童相談所へ出向し、児童相談所を舞台としたヒューマンコメディ。当初は大手航空会社の全面協力をし、航空会社を舞台にしたドラマ作品になる予定であったが、中居正広騒動によるフジテレビの不祥事により、筆頭スポンサーだった航空会社が撤退し、企画を練り直され、児童相談所を舞台にしたドラマ作品になったという。

## キャスト

### 主要人物
夏井翼（なつい つばさ）
演 - 福原遥（小学生時：沢田つかさ）
神奈川県警所轄警察署強行犯係の刑事。ある日、児童相談所への出向を命じられ、新人児童福祉司として働くことになる。
蔵田総介（くらた そうすけ）
演 - 林遣都（幼少期：城戸晴慶）
児童相談所で働くベテラン児童福祉司。翼のバディで指導係。父親からネグレクトを受けた過去を持っており、9歳の時に児童相談所に保護された。しかし、問題行動を繰り返して児童相談所と一時保護所を行き来する毎日を送り、最終的に里親に預けられたことで何とか落ち着いた。成人後は児童福祉司になったものの、交際していた向日葵と結婚の話になった際、「自分が家庭を持てるのか」「自分の子供にも同じようなことをしてしまうのではないか」と思うようになり、恐怖を覚えている。

### 浜瀬市児童相談所
蒔田向日葵（まきた ひまわり）
演 - 生田絵梨花
児童心理司。
蜂村太一（はちむら たいち）
演 - 風間俊介
ベテラン児童福祉司で翼が配属された班のリーダー。一児の父だが、離婚しているためあまり会えていない。
桜木里治郎（さくらぎ さとじろう）
演 - 勝村政信
所長。
野良信子
演 - 小林きな子
児童福祉司。
桐谷聖夜
演 - 濱尾ノリタカ
児童福祉司。

### 浦ヶ崎警察署
作間拳史
演 - 飯田基祐
刑事課長。
梶合気
演 - 西山潤
強行犯係。

### 一時保護所
南野丞（みなみの じょう）
演 - 柳葉敏郎
課長兼保育士。「じょーさん」と呼ばれる。以前は児童相談所で所長をしており、蔵田はそのときの部下である。
栗原芽衣
演 - 莉子
新人保育士。
野口風雅
演 - 二ノ宮陸登
1年近く家に帰れてない。
坂西青葉
演 - 市野叶
父子家庭で父親が入院中。
岩本花蓮
演 - 吉田萌果
母親が精神不安定で、子どもを育てられる状況にない。

### 周辺人物
財前元気
演 - 町田悠宇
委託弁護士。
安西夢乃（あんざい ゆめの）
演 - 尾碕真花（幼少期：佐藤恋和）
第2話より登場している翼のクライアント。無職。家は貧乏であり、猛暑による断水が起きている。ネグレクトの自覚のないシングルマザーで、そのネグレクトの件を翼たち児相に警告され、息子の叶夢と奏夢を一時保護された際、逆恨みして翼を訴えかけたが、本人も頭を冷やして取り下げた。その後、ちゃんと子育てのための指導を向日葵から受けているなど、真面目に取り組んでいるものの、まだ悪い交友関係は続行しており、交際相手は闇バイトの親玉・トクリュウの関係者の我孫子である。交際中はトクリュウの一員として、マッチングアプリで知り合った田中から金銭を騙し取る美人局を行っている。本人は生活のためにあくまで「ただのバイト」だと言い聞かせていたものの、遂に捜査の手が及び始めた事で万が一のために叶夢と奏夢を翼たちに託し、逃亡生活を送った。しかし、トクリュウに追い詰められた挙句で翼たちに助けを求め、壮絶な過去を全て話した。母親からネグレクトを受けた過去を持ち、高校生の頃には家出している。その頃には亮と出会って結婚し、叶夢と奏夢を産んだものの、その後に離婚し、シングルマザーとして2人の息子を育てようとするが生活費が足りず、現金を借りようとするも闇金に手を出してしまい、利息を無くす代わりにトクリュウのメンバーとなって働くことになってしまう。一度は辞めたいと言っていたが、トクリュウから脅迫を受けたのが辞められなかった真相となってしまう。
安西叶夢（あんざい どりむ）
演 - 千葉惣二朗
ボーダーの服を着たボロボロの格好で目撃される男の子。夢乃の息子。長男。弟の奏夢の異変を察知し、家を飛び出して助けを求めていたところ、浜瀬児童相談所が依頼を受けて保護される。その結果、状況を知ることができ、奏夢の保護と夢乃への警告に繋げることが出来た。
安西奏夢（あんざい りずむ）
演 - 小時田咲空
第2話より登場している脱水症状を起こしてしまった夢乃の息子。次男。母親の夢乃からネグレクトを受けていたものの、叶夢や翼たちの協力で浜瀬児童相談所に保護される。夢乃に対する愛情は純粋。

### ゲスト

#### 第1話
芳村加奈〈38〉
演 - 徳永えり
子供への虐待が疑われるシングルマザー。
芳村拓斗〈8〉
演 - 土屋陽翔
加奈の息子。
加藤雅也〈44〉
演 - 濱津隆之
翼が取り逃がした連続強盗犯。
男性
演 - 福澤重文
電車で女子高生に痴漢していた。
女子高生
演 - 梨里花
電車で男性に痴漢されていたのを翼が目撃する。
警備員
演 - 黒田浩史（第2話）
浜瀬市児童相談所の警備員。
実の母
演 - 伊藤雨音
蔵田が受け持つ家庭の母親。蔵田と翼に塩をかける。
佐藤
演 - 淺越岳人
蔵田が受け持つ家庭の男性。妻の由美と娘に逃げられた。
女性
演 - ふるかわいずみ
強盗事件のあった「オギノ宝石店」の近くで翼に聞き込みされる女性。
住人
演 - 得田舞美
芳村家の隣の住人。
品村
演 - 北乃美杏
拓斗が通う汐乃浦小学校の担任教師。

#### 第2話
森崎野乃花〈10〉
演 - 山田詩子
無賃乗車を繰り返す小学生。
森崎由利
演 - 野村麻純
野乃花の母。
森崎圭吾
演 - 永岡佑
野乃花の父。
猪俣健一
演 - 佐々木道成（第6話）
安西叶夢が万引きしたコンビニと森崎野乃花が無賃乗車しようとした駅に臨場し、児相に連絡してきた浦ヶ崎署の刑事。
店員、男性
演 - 竹良光、日野出清
鈴音駅近くのショッピングモールの「サマー感謝祭」福引抽選会場で諍いになる係員と客の男性。

#### 第3話
屋島美穂
演 - 富田望生（幼少期：増留優梨愛）
育児に悩む母親。実は翼の三崎台小学校時代の同級生で、給食袋をとられて困っていたのを翼が助けてあげたことがあった（第1話）。
屋島達哉
演 - 前原瑞樹
美穂の夫。トラックの運転手。
屋島愛菜〈3〉
演 - 永井花奈
屋島夫婦の娘。
唐木
演 - 津村知与支（第4話・第7話）
安西夢乃が雇った弁護士。
女性
演 - 菅原亜未
ぬいぐるみを羨ましがって泣く愛菜に声をかける女性。

#### 第4話
石田葉月（いしだ はづき）〈17〉
演 - 白鳥玉季
女子高生。中学1年時に深夜徘徊で保護され、それ以来ずっと蒔田が相談に乗っている。
長野敦（ながの あつし）
演 - 駒木根葵汰
葉月の彼氏。バー「TRUE」の店長。
石田和也
演 - 小手伸也（友情出演）
葉月の現在の父親。葉月は連れ子だったので、彼女と血縁関係はなく、子育てにも関心がない。
石田真理子
演 - 木本夕貴
葉月の現在の母親。和也の再婚相手。
女性
演 - 南山あずさ
敦のバーで彼と金銭トラブルで揉めていた女性。
男性
演 - 鳴水涼
敦のバーの常連客。

#### 第5話
工藤功太
演 - 三浦綺羅（第1話・第4話）（幼少期：大野夏希）
別れた妻と暮らす蜂村の息子。中学一年生。
工藤沙織
演 - 笛木優子
蜂村の元妻。
糸川蓮〈13〉
演 - 正垣湊都
八汐神社の裏で放火をしたとして補導された少年。
木田茂
演 - 螢雪次朗
蓮と一緒に暮らしている祖父。
糸川吾郎
演 - 平山祐介
蓮の父親。広島に2年前から単身赴任中。
糸川恵
演 - 安藤聖
蓮の母親。大腸がんで去年亡くなっている。
我孫子
演 - 遠藤雄弥（第6話・第7話）
夢乃の連れのヤバそうな男。実はトクリュウのトップ。
男性
演 - 大迫一平
工藤沙織のいとこ。父親の施設のことで沙織に色々相談していた。
神主
演 - 画大
八汐神社の神主。

#### 第6話
グエン・チ・リン
演 - フォンチー
1年前に日本人夫と別れ、一人で息子を育てているベトナム人女性。
一ノ瀬愁〈7〉
演 - 谷利春瑠
リンの息子。小学校に忍び込み、警察に通報されたことで浜瀬市児童相談所にやってくる。
小坂尊（こさか たける）
演 - 笠原秀幸
出入国在留管理局 浜瀬出張所の入管職員。
小林保、小林清美
演 - 平賀雅臣、しのへけい子
リンが働くクリーニング屋「小林ランドリー」の店主夫婦。
教師
演 - 吉田悟郎
夜忍び込んだ一ノ瀬愁を理科室で発見し通報した清喜小学校の教師。
女性
演 - アサヌマ理紗、横内亜弓、志武明日香
転居前のリン親子が住んでいたマンションの住民たち。
従業員
演 - 伊藤圭太
リン親子がよく利用していたスーパーマーケット「トップ」の従業員。
ひかり
演 - 川畑光瑠
一ノ瀬愁を病院に連れて行った一時保護所の保育士。
職員
演 - 河西剛徳、佐久間梨奈
出入国在留管理局 浜瀬出張所の入管職員。小坂の部下。

#### 第7話
小山内亮
演 - 杢代和人
夢乃の元夫。叶夢と奏夢の実父。
田中
演 - 中野マサアキ
夢乃がマッチングアプリで誘い、ボッタクリバーに連れて行った男性。
夢乃の母
演 - 寒川綾奈
娘の夢乃をネグレクトしていた女性。次から次へと男性を交際し、遊び回るような不倫行為をしている。
刑事
演 - 松木研也
浜瀬市児童相談所に夢乃の聞き込みに来た刑事。
巻機有希子（まきはた ゆきこ）
演 - 畑優子
里親支援センターのスタッフ。

## スタッフ
- 脚本 - 谷碧仁（劇団時間制作）[1]、大北はるか、中園勇也[61]、本田隆朗[61]、蓼内健太[61]
- 音楽 - カワイヒデヒロ[61]
- 主題歌 - JUJU「小さな歌」（ソニー・ミュージックレーベルズ）[62]
- 演出 - 相沢秀幸[61]、下畠優太[61]、保坂昭一[1]
- プロデュース - 宮﨑暖[1]
- 制作プロデュース - 熊谷理恵[61]、三浦和佳奈[1]
- 制作協力 - 大映テレビ[1]
- 制作著作 - フジテレビ[1]

## 放送日程
| 各話                                                                     | 放送日  | サブタイトル                         | 脚本              | 演出     | 視聴率 |
| ------------------------------------------------------------------------ | ------- | ------------------------------------ | ----------------- | -------- | ------ |
| 第1話                                                                    | 7月07日 | 刑事が児童相談所へ出向!?             | 谷碧仁 大北はるか | 相沢秀幸 | 7.1%   |
| 第2話                                                                    | 7月14日 | 万引き少年の目的と少女の無賃乗車の謎 | 谷碧仁 大北はるか | 相沢秀幸 | 6.4%   |
| 第3話                                                                    | 7月21日 | お前が家族をぶっ壊したんだ           | 中園勇也          | 相沢秀幸 | 5.7%   |
| 第4話                                                                    | 7月28日 | 児童心理司のアフターケアと涙         | 本田隆朗          | 下畠優太 | 5.7%   |
| 第5話                                                                    | 8月04日 | 放火少年に教わった愛の伝え方         | 谷碧仁            | 保坂昭一 | 5.7%   |
| 第6話                                                                    | 8月11日 | 消えた子どもの無垢な願い             | 中園勇也          | 下畠優太 | 4.6%   |
| 第7話                                                                    | 8月18日 | 蔵田と夢乃、重なる過去               | 蓼内健太          | 保坂昭一 | 5.5％  |
| 平均視聴率 %（視聴率はビデオリサーチ調べ、関東地区・世帯・リアルタイム） |         |                                      |                   |          |        |

- 初回は21時 - 22時24分の30分拡大放送[2]。